# Villa Alta
Villa Alta es una localidad mexicana, ubicada en el municipio de Tepetitla de Lardizábal, en el estado de Tlaxcala.

## Geografía
Se encuentra a una altitud de 2 240 m s. n. m., a 4.5 km de la cabecera municipal, la ciudad de Tepetitla y a 24 km de la capital estatal, Tlaxcala de Xicohténcatl.

## Demografía

### Población
Conforme al Censo de Población y Vivienda 2010 realizado por el Instituto Nacional de Estadística y Geografía (INEGI) con fecha censal del 12 de junio de 2010, Villa Alta contaba hasta ese año con un total de 5974, de dicha cifra, 2888 eran hombres y 3086 eran mujeres.
| Gráfica de evolución demográfica de Villa Alta entre 1900 y 2010                                             |
| |
| Instituto Nacional de Estadística y Geografía. «Archivo histórico de localidades». Consultado el 30-07-2015. |

## Historia
su aparentemente su fundación se dio en el 1889... entre 1910 y 1920 se dio la Revolución mexicana ocurrieron varios asesinatos considerados crímenes de guerra